# American Library Association
American Library Association är en amerikansk motsvarighet till Svensk Biblioteksförening tillika världens äldsta och största biblioteksförening med ungefär 64 600 medlemmar, enskilda såväl som institutionella. Föreningen bildades år 1876 i Philadelphia och fortsatte fr o m 1879 sin verksamhet i Massachusetts. Numera har föreningen sitt huvudsäte i Chicago.
Föreningen anordnar årligen flera bibliotekskonferenser, ger ut tidskrifterna American Libraries och Booklist samt delar varje år ut flera prestigefyllda bokpriser, däribland Caldecottmedaljen, Newberymedaljen, Michael L. Printz Award och Stonewall Book Award. Föreningen delar även ut priser med andra tidsintervaller, exempelvis Laura Ingalls Wilder Medal vartannat år.